# Gmina Trzebieszów
Die Gmina Trzebieszów ist eine Landgemeinde im Powiat Łukowski der Woiwodschaft Lublin in Polen. Ihr Sitz ist das gleichnamige Dorf mit mehr als 1600 Einwohnern.

## Gliederung
Zur Landgemeinde (gmina wiejska) Trzebieszów gehören folgende Ortschaften mit einem Schulzenamt:
Celiny
Dębowica
Dębowierzchy
Gołowierzchy
Jakusze
Karwów
Kurów
Leszczanka
Mikłusy
Nurzyna
Płudy
Popławy-Rogale
Szaniawy-Matysy
Szaniawy-Poniaty
Świercze
Trzebieszów I
Trzebieszów II
Trzebieszów III
Trzebieszów IV
Wierzejki
Wólka Konopna
Wylany
Zaolszynie
Zembry
Weitere Orte der Gemeinde sind Dębowica-Kolonia, Mikłusy-Kolonia, Nalesie, Rąbież, Sierakówka, Trzebieszów-Gajówka, Zabiałcze-Kolonia, Zaolszynie-Kolonia, Zawycienna, Zembry-Kolonia.